# Municipio de Monroe (condado de Bradford)
El municipio de Monroe (en inglés: Monroe Township) es un municipio ubicado en el condado de Bradford en el estado estadounidense de Pensilvania. En el año 2000 tenía una población de 1.271 habitantes y una densidad poblacional de 13.4 personas por km².

## Geografía
El municipio de Monroe se encuentra ubicado en las coordenadas 41°37′15″N 76°29′29″O / 41.62083, -76.49139.

## Demografía
Según la Oficina del Censo en 2000 los ingresos medios por hogar en la localidad eran de $33,482 y los ingresos medios por familia eran $35,833. Los hombres tenían unos ingresos medios de $28,864 frente a los $20,469 para las mujeres. La renta per cápita para la localidad era de $14,353. Alrededor del 15,9% de la población estaban por debajo del umbral de pobreza.